# Comissão Episcopal Pastoral para a Juventude
A Comissão Episcopal Pastoral para a Juventude, anteriormente chamada de Setor Juventude é um organismo que há em cada diocese católica brasileira dedicado à articulação das expressões eclesiais voltadas à evangelização dos jovens.
O setor era subordinado à Comissão Episcopal Pastoral para o Laicato, uma das comissões episcopais em que se organiza a Conferência Nacional dos Bispos do Brasil. No dia 6 de maio de 2011, durante a 49ª Assembleia Anual da Conferência Nacional dos Bispos do Brasil (CNBB), em Aparecida, os bispos do Brasil aprovaram a criação da Comissão Episcopal Pastoral para a Juventude, elevando o setor a nível de Comissão Episcopal autônoma, a 12ª daquela Conferência.
Atualmente, a Comissão é composta por três bispos referenciais para o Brasil: Dom Nelson Francelino Ferreira, bispo de Valença (RJ), que a preside; além dos membros Dom Antônio de Assis, bispo auxiliar da Arquidiocese de Belém, e Dom Amilton Manoel da Silva, bispo de Guarapuava (PR). A Comissão conta, ainda, com o auxílio de um assessor, atualmente o padre Antônio Ramos do Prado (Toninho), SDB.
Esta Comissão da CNBB é a instância nacional responsável por animar e acompanhar os processos de evangelização das juventudes católica, e se organiza, também, dentro dos 17 regionais da CNBB. Em cada um deles, há um bispo referencial responsável por acompanhar e orientar os jovens.

## Características
O antigo Setor Juventude, atualmente Comissão Episcopal Pastoral para a Juventude, é o espaço que articula, convoca e propõe orientações para a evangelização da juventude, por meio da organização da Pastoral Juvenil, respeitando o protagonismo juvenil, a diversidade dos carismas, a organização e a espiritualidade para a unidade das forças ao redor de algumas metas e prioridades comuns à luz do Documento 85 Evangelização da Juventude,  das Diretrizes Gerais da Ação Evangelizadora da Igreja no Brasil, do Documento de Aparecida e do Estudo 103 da CNBB. Há um bispo e um assessor responsáveis pelo setor que, contando com a colaboração de uma equipe colegiada de assessores, respondem pela evangelização da juventude.
Fazem parte do setor as experiências de evangelização juvenil existentes: Pastorais da Juventude (PJ, PJE, PJR e PJMP), Movimentos Eclesiais, Novas Comunidades, e Congregações Religiosas que trabalham com juventude, além de atuar em parceria com o Setor Universidades da CNBB e outros segmentos eclesiais envolvidos com evangelização juvenil. Há um processo de envolvimento dessas diferentes forças que exige tempo, atenção, acompanhamento, planejamento, acolhida, escuta, discernimento e conversão pessoal e pastoral.

## Pastoral Juvenil
Pastoral Juvenil é a ação organizada da Igreja Católica em vista da evangelização da juventude. Ao ter como centralidade Jesus Cristo, o Bom Pastor, a Igreja é chamada a exercer de maneira concreta e sistemática o pastoreio entre os jovens e com eles. Este aspecto organizativo pode estar presente em cada expressão juvenil ou na unidade das expressões existentes em nossos ambientes. Desse modo, tanto as diversas expressões (Novas Comunidades, Pastorais da Juventude, Movimentos, Congregações Religiosas, etc.) como as instâncias eclesiais (comunidade, paróquia, diocese, regional, nacional, institutos e províncias de Congregações Religiosas) assumem um trabalho que se configura como Pastoral Juvenil quando estão atentas ao princípio da unidade eclesial, da organicidade processual e do protagonismo juvenil.
Para responder ao Documento 85, foi instituída pela Comissão Episcopal Pastoral para a Juventude uma Coordenação nacional composta por diversas expressões da Pastoral Juvenil. Atualmente composta por 10 jovens, sendo os 4 secretários das Pastorais da Juventude (PJ, PJE, PJMP e PJR), e 2 representantes de Novas Comunidades, de Congregações e de Movimentos Eclesiais.
Essa Coordenação jovem é a responsável pela animação da Pastoral Juvenil Nacional, em nome da CNBB, e representa o país nas relações com a Seção de Juventude do Cone Sul do CELAM e do Pontifício Conselho para os Leigos do Vaticano.